# Museo diocesano (Padova)
Il Museo diocesano di Padova è un museo, inaugurato nel 2000, allestito negli ambienti del Palazzo vescovile di Padova, costruito nel XV secolo, ma la cui fondazione risale agli inizi del XIV secolo. L'edificio sorge a fianco del duomo cittadino in piazza Duomo, nel centro storico del capoluogo veneto.

## Collezioni
Nelle sale espositive si conservano opere provenienti dalla cattedrale di Santa Maria Assunta e dalle chiese del territorio diocesano, databili dal IX al XIX secolo, distribuite su due livelli ed ordinate per sezioni con criteri cronologici.

### Sala di San Gregorio Barbarigo
Al primo piano del palazzo, destinato prevalentemente agli studiosi, per la presenza della Biblioteca capitolare e dell'Archivio vescovile, è la sala dedicata a San Gregorio Barbarigo, vescovo di Padova (1664 - 1697), dove sono proposte alcune testimonianze del patrimonio librario diocesano e dell'attività dello scriptorium della cattedrale. Di particolare rilievo sono i documenti provenienti dalle biblioteche rinascimentali dei vescovi Iacopo Zeno e Pietro Barozzi:
- corali miniati (XIV secolo);
- incunaboli (XV secolo);
- libri a stampa (anteriori al XVI secolo).

Il museo diocesano, vero e proprio, occupa il terzo piano del palazzo.

### Salone dei Vescovi e cappella di Santa Maria degli Angeli
Il percorso espositivo ha il suo fulcro nel monumentale e fastoso salone dei Vescovi, il quale presenta:
- il ciclo dei ritratti dei vescovi padovani (inizio XVI secolo), eseguiti ad affresco sulle pareti da Bartolomeo Montagna, ma rimaneggiati e completati nei secoli successivi. Sono rappresentati i primi cento vescovi di Padova, a partire da San Prosdocimo sino ad arrivare a Pietro Barozzi, che commissionò l'opera.
- un affresco con il ritratto di Francesco Petrarca, staccato dalla casa padovana del poeta
- un mosaico di una Madonna con Bambino, della metà del Quattrocento, recuperato dopo la demolizione della chiesa di San Giobbe a Padova, nel 1810.

Nei secoli XIX e XX il Salone dei Vescovi fu oggetto un progressivo degrado, ed è stato riportato all'originale splendore con l'ultimo restauro, ultimato nel 2006.
Dal lato nord-orientale del salone si accede alla cappella di Santa Maria degli Angeli, edificata nel 1495 dall'architetto Lorenzo da Bologna per volere di Pietro Barozzi, vescovo di Padova dal 1487 al 1507. Gli affreschi eseguiti da Prospero da Piazzola e Jacopo da Montagnana seguono un programma iconografico incentrato sul Credo degli Apostoli. Sull'altare principale della cappella si trova:
- il trittico di Jacopo da Montagnana con l'Annunciazione, San Michele arcangelo e San Raffaele arcangelo.

### Tesoro della cattedrale
Dal tesoro della cattedrale provengono le suppellettili liturgiche più antiche:
- un calamaio (IX secolo), in argento, successivamente trasformato in crismino;
- una formella con Gesù Cristo benedicente (XI secolo), in steatite;
- una croce processionale (1228);
- una coperta di evangelario (XIII secolo), proveniente dalla chiesa collegiata di Santa Giustina (Monselice).

### Sale del Belvedere

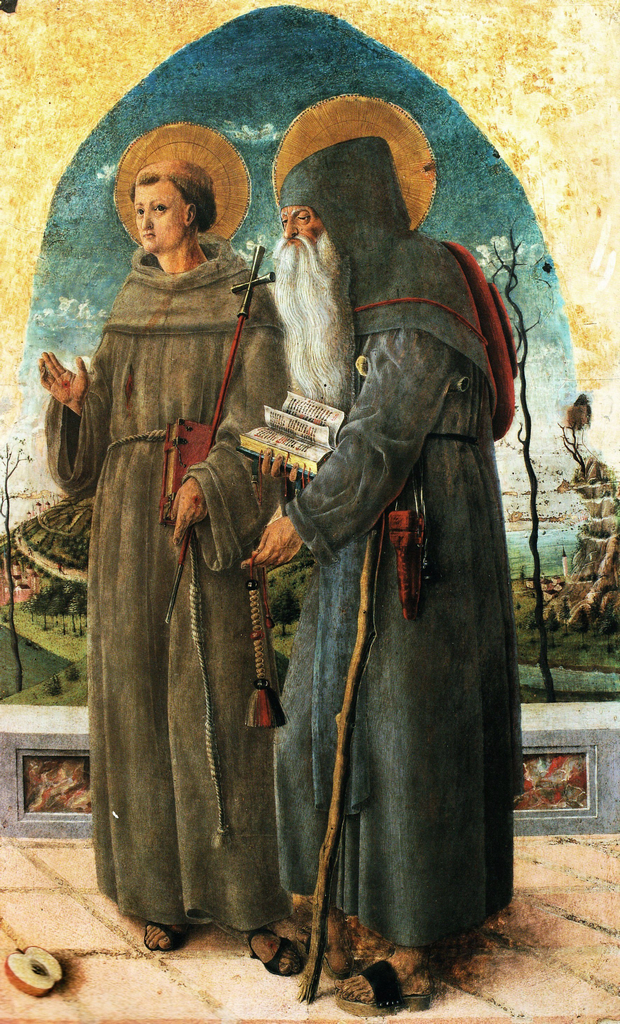
Giorgio Schiavone - Santi Francesco e Gerolamo.

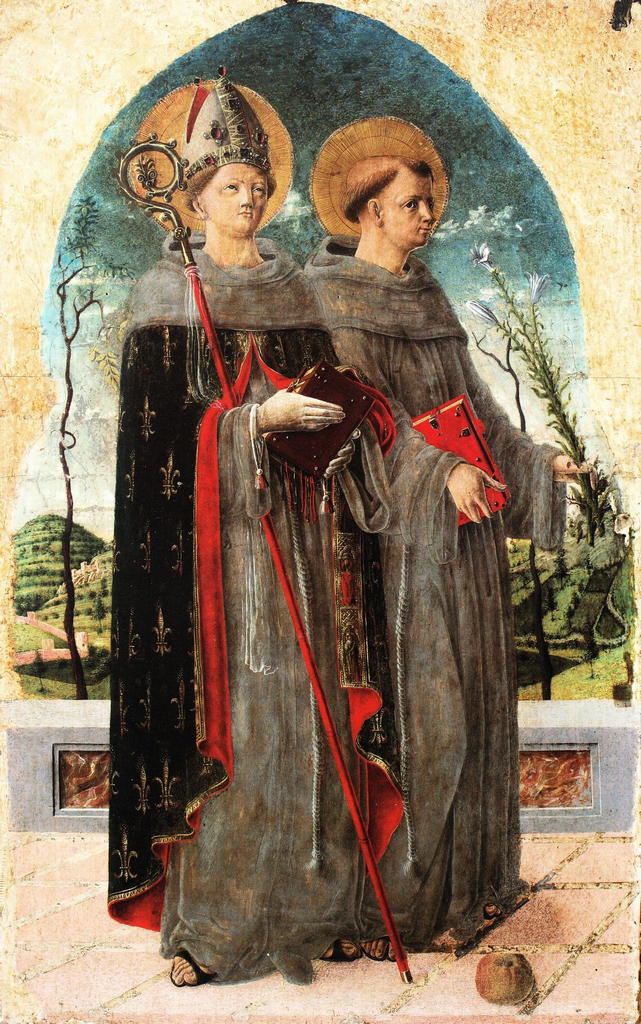
Giorgio Schiavone - Santi Ludovico da Tolosa e Antonio.

In queste sale sono conservate opere d'arte del XIV - XV secolo, fra cui spiccano:
- il ciclo di sette tavole con le Storie di San Sebastiano (1367) di Nicolò Semitecolo;
- la Madonna col Bambino (XIV secolo) di Paolo Veneziano;
- la Madonna col Bambino (seconda metà del XIV secolo) di Giusto de' Menabuoi;
- il Ritratto di fanciullo, affresco staccato da un muro esterno del Battistero;
- le tavole (metà del XV secolo) di Giorgio Schiavone, che originariamente formavano un polittico con figure di Santi francescani per la Chiesa di San Francesco Grande (Padova);
- il Reliquiario della Croce (1435 - 1453), in argento dorato, di manifattura danese.

Inoltre, sono esposte opere del XVII e XVIII secolo:
- sculture dei Bonazza;
- San Francesco da Paola, olio su tela, di Giambattista Tiepolo;
- dipinti di Giandomenico Tiepolo;
- oreficerie di Angelo Scarabello.

### Sala dell'Ottocento
In questa sala, accanto ad opere di grande valore storico-artistico, sono esposti una grande quantità di ex voto, prodotti legati alla devozione popolare.

### Sala dei paramenti liturgici
Molto ricca è questa sezione dedicata ai paramenti sacri, che conserva in particolare:
- due dalmatiche con manipolo e una stola (fine XV secolo);
- il corredo con ricami in filo d'oro e stemma papale, donato alla Cattedrale da Clemente XIII, vescovo di Padova (1743 - 1758).